# 霍羅胡瓦特卡
霍羅胡瓦特卡（羅馬化：Horokhuvatka）是位於烏克蘭北部的村莊，由基辅州奧布希夫區的卡哈爾雷克市鎮負責管轄。該村始建於1712年，面積2.01平方公里，海拔高度178米，2001年人口331，人口密度每平方公里164.4人。